# Huteryci

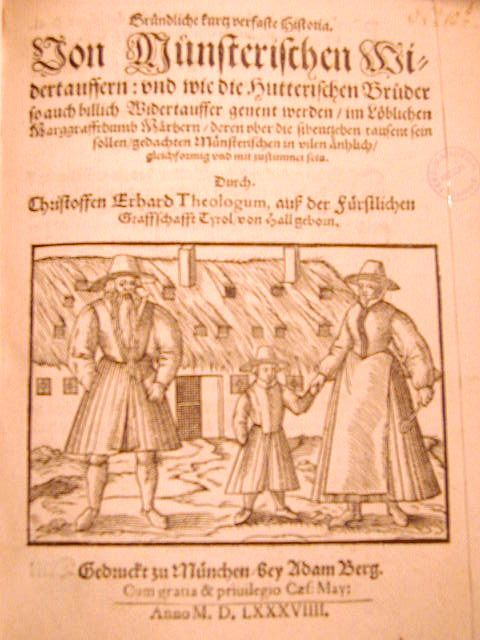
Plakat oskarżający

Huteryci (także: Hutteryci, Hutterianie, Hutterowcy) – chrześcijańskie wyznanie protestanckie, odłam anabaptystów, założony w Tyrolu i Szwajcarii w XVI wieku przez Jakuba Huttera. Od innych odłamów anabaptystów, jak mennonici czy amisze, różnili się stosowaną zasadą izolacjonizmu. Kolonia (społeczność) huterycka miała być „Arką Noego” w oceanie grzechu, czyli samowystarczalną i zamkniętą na wszystkie wpływy z zewnątrz enklawą.

## Historia
Wkrótce po powstaniu zaczęły się prześladowania. Hutter został schwytany i spalony na stosie w 1536 roku w Innsbrucku. Podobny los spotkał dziesiątki, a może setki jego współwyznawców. Reszta szukała ratunku w ucieczce. Najpierw przenieśli się do Czech, potem na Węgry, w końcu na rosyjską Ukrainę, wszędzie zajmując się uprawą roli, hodowlą bydła i drobiu.
W roku 1871 władze carskie – wobec odmawiania przez huterytów służby wojskowej – zmusiły ich do emigracji. W liczbie 443 osób przenieśli się do USA, bowiem prezydent Ulysses Grant zapewnił ich, że Stany Zjednoczone nie zamierzają angażować się w żadną wojnę „w ciągu co najmniej pięćdziesięciu lat”. Osiedli w Dakocie Południowej, Minnesocie i Wisconsin. W roku 1914 wybuchła I wojna światowa i USA, wbrew obietnicom Granta, zaczęły przymusowo wcielać huterytów do wojska oraz więzić i nawet torturować opornych (dwóch z nich zmarło z tego powodu w więzieniu). Wówczas część huterytów (ok. 250 osób) przekroczyła granicę z Kanadą uzyskując od władz gwarancję, że w zamian za zrzeczenie się praw wyborczych nie będą powoływani do wojska. W latach 1930., kiedy w Stanach Zjednoczonych prawnie zagwarantowano możliwość odmowy służby wojskowej z powodów religijnych, część z nich powróciła do USA.

## Współczesność

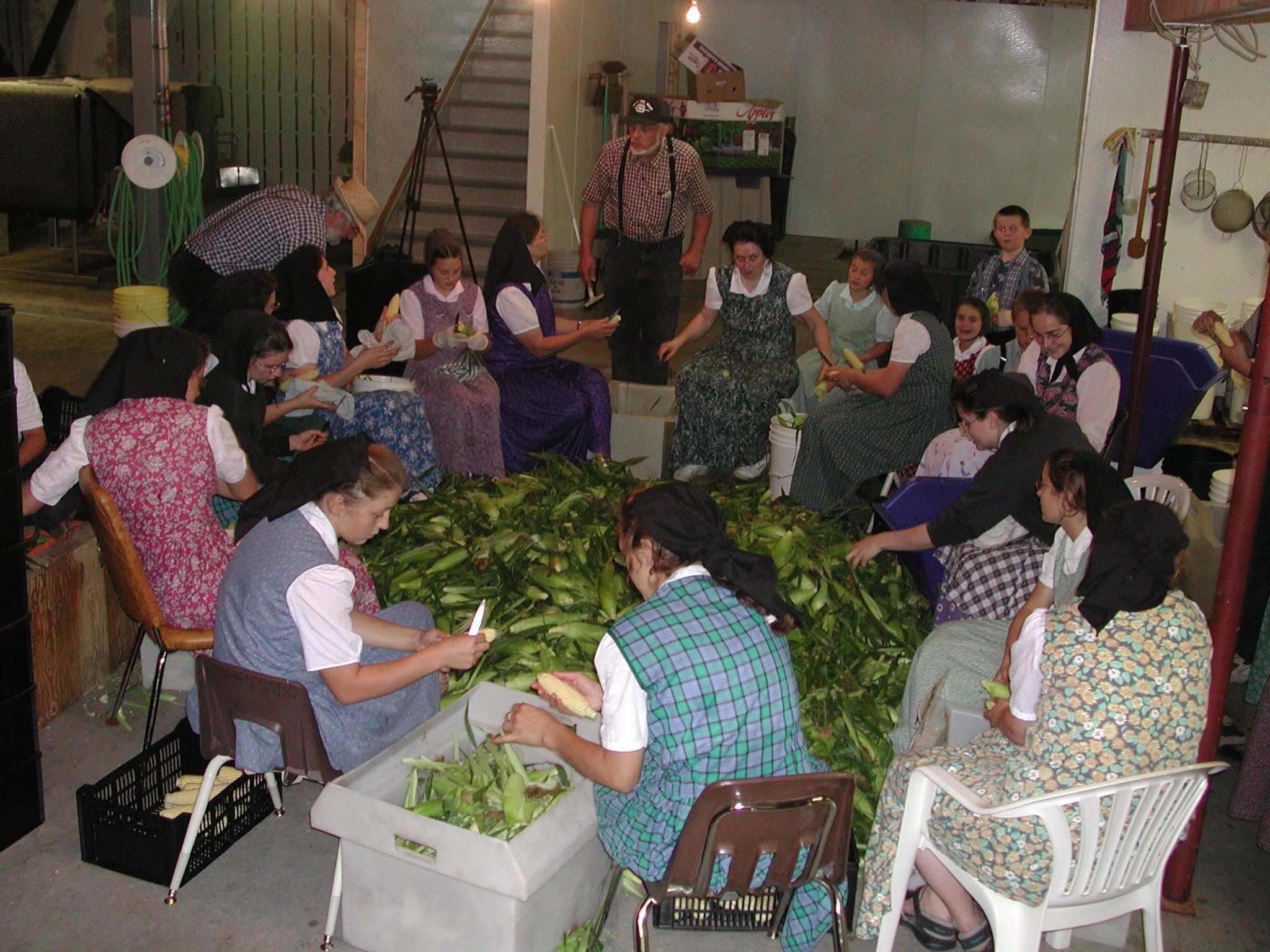
Huterytki przy pracy

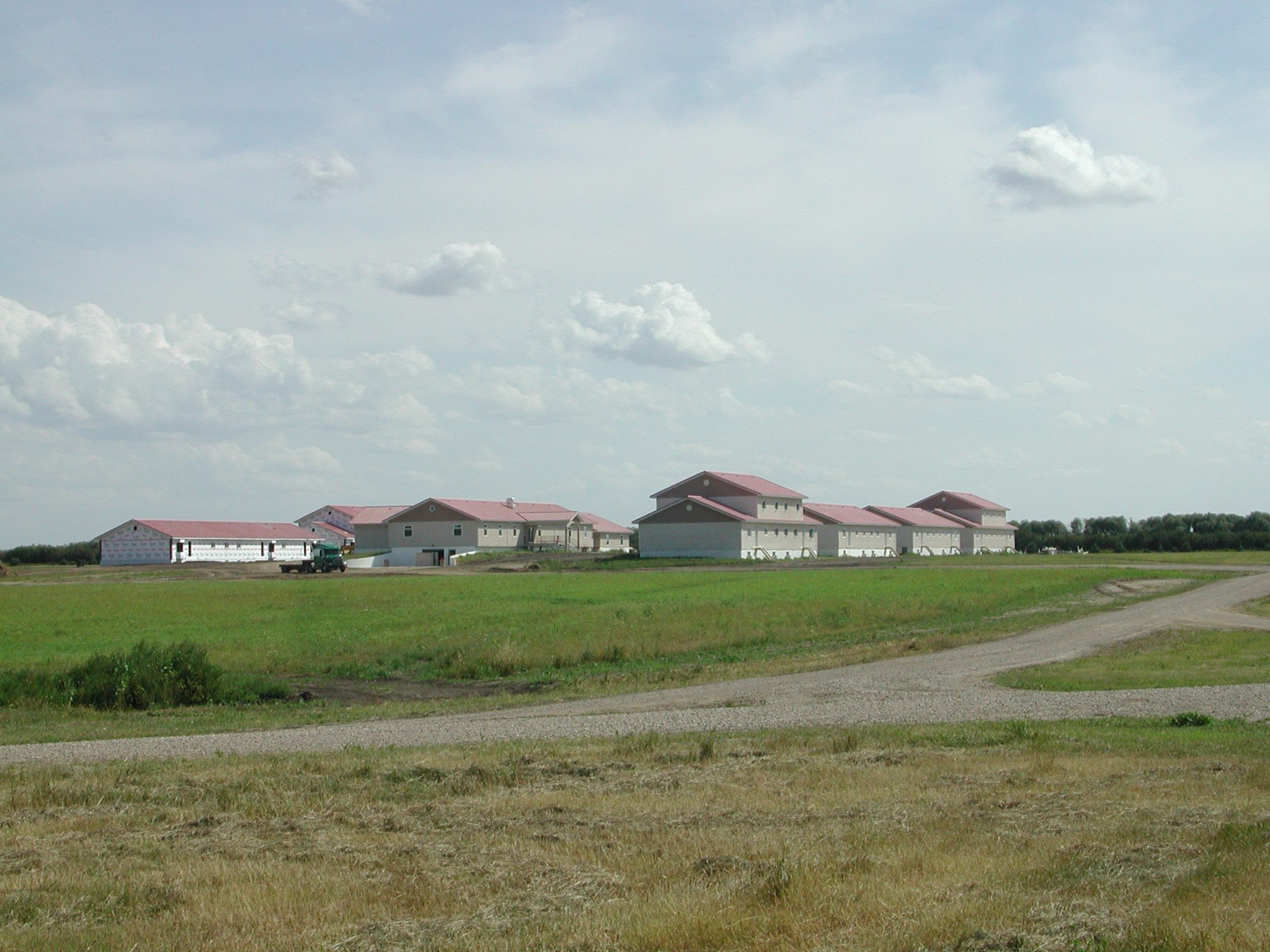
Współczesna kolonia huterycka

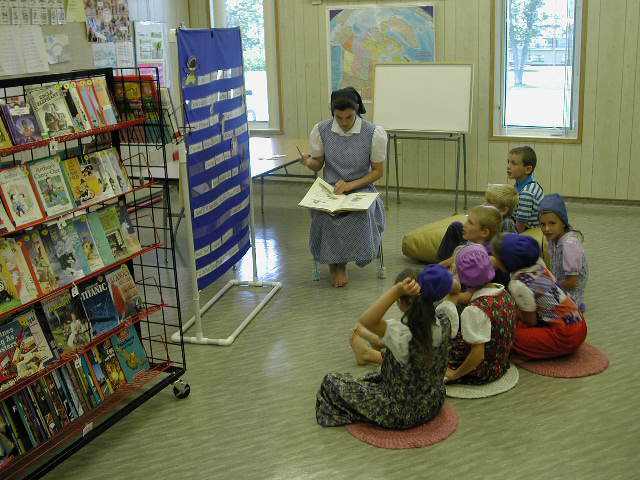
Szkoła prowadzona przez huterytów

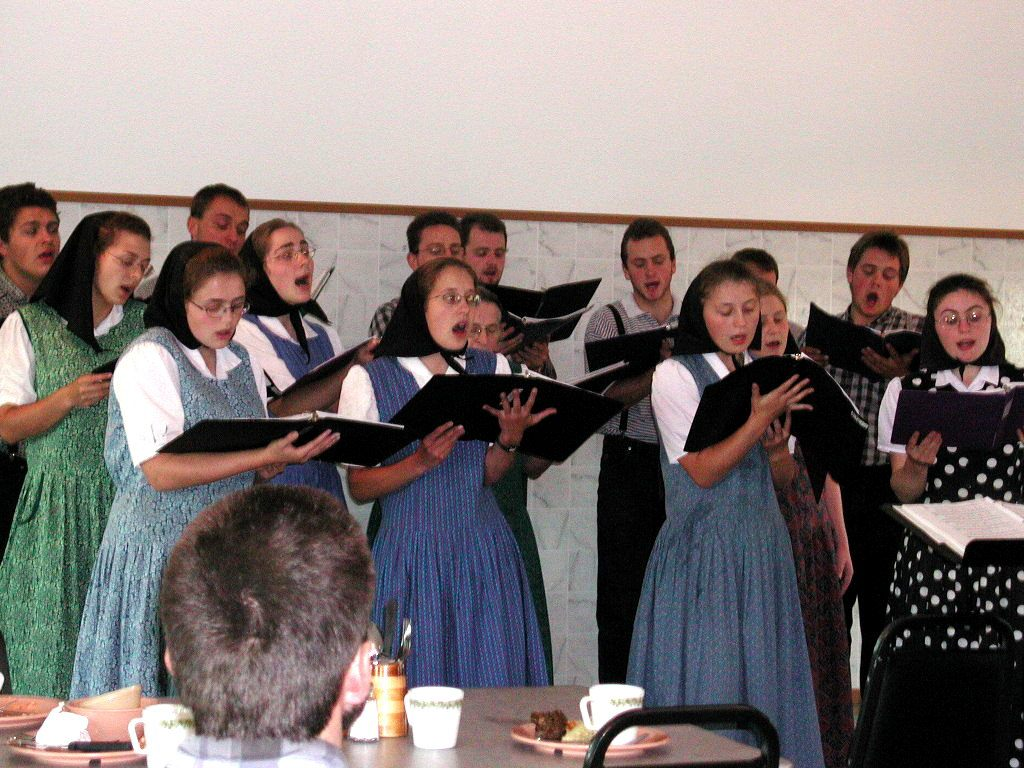
Chór huterycki

W 1918 roku powstały trzy kolonie huteryckie (dwie w prowincji Alberta i jedna w Manitobie), a w 1939 roku było ich dziewięć. W latach 70. naukowcy z University of Manitoba stwierdzili, że jakkolwiek koloniści to zaledwie 6 procent ogółu rolników prowincji i że uprawiają tylko 1,6 proc. całkowitego areału, to 25 proc. jaj, świń i indyków jest dostarczane przez nich. W tym samym czasie w Albercie ujawniono, że jeżeli średni zysk rolnika w prowincji wyniósł 1,30 dolara z każdego zainwestowanego dolara, to huteryta zarobił 1,44 dolarów.
Społeczność huterycka cechuje się dynamicznym przyrostem naturalnym. Dane z marca 2004 r. mówią, że społeczność po obu stronach granicy liczy 49 tys. ludzi. Wynika to z faktu, że przeciętna huterycka kobieta wydaje na świat dziesięcioro dzieci, a nie brak takich, które rodzą 16 razy. Huterytki w wieku pomiędzy 40. i 44. rokiem życia rodzą więcej dzieci niż amerykańskie dwudziestolatki.
Ten wzrost populacji huteryckiej niejednokrotnie niepokoił władze i tak np. w 1942 r. kanadyjska prowincja Alberta prawnie ograniczyła możliwość kupowania ziemi przez huterytów (ten przepis, jako sprzeczny z zasadą równości wobec prawa, został uchylony w 1973 r.).
Na początku XXI wieku skupiali ok. 20 tys. osób.

## Charakterystyka
Huteryci z wyglądu bardzo przypominają amiszów: kobiety noszą proste, perkalowe, najczęściej szare lub czarne suknie do kostek i chustki na głowach, mężczyźni kapelusze, koszule bez kołnierzyka, a zgrzebne spodnie utrzymują na szelkach. Jak wszyscy anabaptyści są pacyfistami, nie chcą się asymilować i zachowują swój dawny język i obyczaje. Różnica polega na tym, że korzystają ze wszystkich nowinek technicznych, choć w ograniczonym stopniu: np. używają telefonów komórkowych, ale nie telewizorów (uważanych za źródło deprawacji); korzystają z komputerów, ale wyłącznie do celów edukacyjnych, handlowych i reklamowych. Dzieci posyłają do szkół publicznych, ale ich edukacja kończy się na 15. roku życia. Równolegle uczą się średniowiecznej niemczyzny (huttrisch), jak to nakazali przywódcy społeczności w roku 1568. Kolonia huterycka nie może liczyć więcej niż 150 dorosłych. Gdy osiągnie podobną liczebność, wydziela się ok. 70-osobową grupę osadniczą dla stworzenia nowej kolonii. Podwojenie liczby mieszkańców następuje po 16–18 latach, a wraz z tym konieczność dalszego „kolonizowania”.

## Kolonie obecnie
W 2004 r. istniały 472 huteryckie kolonie na całym świecie:
- Kanada
  - Dariusleut (142): Alberta (109), Saskatchewan (31), Kolumbia Brytyjska (2),
  - Schmiedeleut (106): Manitoba (105), Alberta (1)
  - Lehrerleut (99): Alberta (69), Saskatchewan (30)

- Stany Zjednoczone
  - Schmiedeleut (69): Dakota Południowa (53), Minnesota (9), Dakota Północna (7)
  - Lehrerleut (34): Montana (34)
  - Dariusleut (21): Montana (15), Waszyngton (5), Oregon (1)

- Japonia
  - Dariusleut (1)
  - Schmiedeleut (1)

- Nigeria (1)
  - Schmiedeleut (1)